# San Antonio de Padua (El Greco)
San Antonio de Padua  es una obra del Greco, realizada hacia 1580. Se conserva y exhibe en una de las salas del Museo Nacional del Prado en Madrid, España.

## Análisis
Es una de las imágenes religiosas más interesantes del Greco, que representa a san Antonio de Padua vestido con su hábito franciscano y sosteniendo un libro sobre el que aparece una imagen del Niño Jesús, añadido tiempo después para adecuar la obra a la iconografía antoniana habitual.
El santo porta una vara de azucenas, símbolo de pureza, y el libro ya mencionado alude a su gusto por la teología. Un fondo nuboso cubre toda la escena, que recuerda profundamente a Miguel Ángel. Las pinceladas rápidas y vigorosas permiten obtener una enorme sensación de espiritualidad, como lo hicieran Tiziano y Tintoretto. En el corte superior del libro aparece una inscripción, «DE MANO DE DOMENICO», con caracteres griegos en mayúsculas.